# Lou Roy-Lecollinet
Lou Roy-Lecollinet (Lou CRL), née le 1er août 1996, est une chanteuse et actrice française. Elle fut notamment nommée au César du meilleur espoir féminin (2016) pour Trois souvenirs de ma jeunesse.

## Biographie
Lou (Louise) Roy-Lecollinet est encore élève au lycée à Saint-Maur-des-Fossés lorsqu'elle se présente au casting de Trois souvenirs de ma jeunesse, d'Arnaud Desplechin, sur le conseil de son professeur de théâtre. Ce premier rôle au cinéma lui vaut d'être remarquée par la presse et d'être nommée pour le César du meilleur espoir féminin.
En 2017, on la voit apparaître de nouveau sur le grand écran aux côtés d'Agnès Jaoui dans le film Aurore, ainsi que sur le petit écran dans la série Paris, etc. de Zabou Breitman diffusée sur Canal +.
Depuis 2019, sous le pseudonyme Lou CRL, elle fait ses débuts dans la musique. Elle qui chante depuis toute petite travaille à l'élaboration de son tout premier projet.
Le 3 mai 2020, elle participe au challenge des producteurs Katrina Squad (#katrinachallenge), et publie son premier vidéo clip, Promesse, sur YouTube, imaginé dans le cadre spécifique et le délai très court du confinement. Le mix est réalisé par le producteur S2keyz et la vidéo par l'artiste Aurélia Noudelmann.
Elle a fait son premier showcase « D-Day Diva » à la Villette.[réf. nécessaire]

## Prise de position
Féministe, Lou Roy-Lecollinet milite entre autres pour les droits des femmes et s'est radicalement opposée à la nomination de Roman Polanski aux César 2020.

## Filmographie

### Cinéma
- 2015 : Trois souvenirs de ma jeunesse d'Arnaud Desplechin : Esther
- 2015 : Jeunesse de Shanti Masud (court métrage)
- 2016 : La Tortue de Thomas Blumenthal et Roman Dopouridis (court métrage) : Julie
- 2016 : Petit Homme de Nathanaël Guedj (court métrage) : Nat
- 2017 : Aurore de Blandine Lenoir : Lucie
- 2023 : La Chimère d'Alice Rohrwacher : Mélodie

### Télévision
- 2017 : Paris etc. de Zabou Breitman (série télévisée) : Allison
- 2018 : Fiertés de Philippe Faucon (mini série télévisée) : Aurélie à 17 ans

## Distinctions

### Nominations
- Césars 2016 : meilleur espoir féminin pour Trois souvenirs de ma jeunesse
- Prix Lumières 2016 : prix Lumières du meilleur espoir féminin pour Trois souvenirs de ma jeunesse